# Bernard-Philippe Groslier
Bernard-Philippe Groslier, né le 10 mai 1926 à Phnom Penh au Cambodge et mort le 29 mai 1986 à Paris, est un archéologue français, spécialiste de l'Art Khmer et directeur de recherche au CNRS.
Ami d'enfance du roi Norodom Sihanouk et fils de George Groslier et de Suzanne Poujade Championne de tennis. Il héritera de son père Georges Groslier un goût prononcé pour l'archéologie, et des Arts asiatiques, en particulier l'Art khmer, il se lance dans l'archéologie et la conservation des sites historiques.
Bernard-Philippe Groslier devient  Directeur des Arts et conservateur au musée national du Cambodge succédant à son père à ce poste au Musée que Georges Groslier a créé en 1918. Bernard-Philippe Groslier devient conservateur du site d'Angkor nommé par l'Ecole Française d'Extrême Orient dont il devient membre, succédant ainsi à Henri Marchal (1878-1970) le second Conservateur d'Angkor qui a repris plusieurs fois du service, après Jean Commaille (1868-1916) le premier Conservateur. Bernard-Philippe Groslier devient ainsi le quatrième Conservateur en comptant George Trouve.
Il coordonne la restauration du site d'Angkor entre l'après-guerre et la prise de pouvoir par les khmers rouges à partir de 1975 et ce, pendant 15 ans. On se souvient de lui surtout pour ses travaux sur Angkor.

## Biographie

### Éducation
Bernard-Philippe Groslier né le 10 mai 1926 à Phnom Penh Cambodge est le fils de Suzanne Lucie Poujade (1893-1979) Championne de tennis en terre battue et de Georges Groslier (1887-1945) également né à Phnom Penh, khmérisant et conservateur du Musée national du Cambodge et petit-fils d'un administrateur colonial.
Groslier fut largement influencé par son père Georges Groslier qui lui communiqua sa passion pour l'archéologie et pour l'Art Khmer.
Groslier termine ses études secondaires à Clermont Ferrand puis intègre à Paris une École d'archéologie et obtint son diplôme d'archéologue, et il étudie également l'histoire de l'art et l'ethnologie à la Sorbonne.
Bernard-Philippe Groslier doit interrompre ses études à cause de l'appel de la Résistance en 1940 puis succèdent ensuite quatre années de campagnes en France, en Allemagne et en Extrême-Orient.
Enfin démobilisé en 1948, il termine ses études d'histoire, obtient un diplôme de khmer à l'École des langues orientales (INALCO). Il fréquente également l'École du Louvre à Paris  ainsi que la IVe section de l'École pratique des hautes études.

### Début au CNRS et à l'École française d'Extrême-Orient
En 1950, Bernard-Philippe Groslier intègre le CNRS en tant que stagiaire, puis il est nommé deux ans plus tard secrétaire de l'École française d'Extrême-Orient,.

### Carrière asiatique
Par la suite Bernard-Henri Groslier devient Conservateur du Musée Blanchard de La Brosse à Saigon (Vietnam), puis il entreprend de nombreuses missions de reconnaissance aérienne à la fois au-dessus du Cambodge et du delta du Mékong, devenus difficile d'accès à cause des ravages de la guerre.

### Recherches archéologiques
Puis, ses recherches démarrent en 1952, où Groslier conduit des fouilles du Palais Royal d'Angkor Thom. Peu après il utilise la technique encore novatrice de l'archéologie aérienne  pour reconstituer le réseau aérien du Fou-nan et du Cambodge ancien. L'archéologie aérienne permet d'associer un support aérien, aux prospections archéologiques. En effet, en s'éloignant du terrain d'investigation, on prend  du recul afin de mieux saisir la configuration du sol (creusement de fondations ou fossés, édification de murs), puis à l'aide des photographies d'analyser tous les aspects du site enrichis avec la précision de la localisation GPS.
Bernard-Henri Groslier se rend toujours dans le cadre de ses recherches ensuite en Thaïlande, en Malaisie et en Indonésie, ainsi qu'au Moyen-Orient et en Grèce. Il est alors intégré au CNRS et participe aux fouilles en Cyrénaïque, avant de se rendre en Égypte, où il étudie les techniques de restauration. Par exemple, il étudie ainsi tout comme Henri Marchal, les principes de l'anastylose.
Il travaille enfin à Argos avec Paul Courbin, membre de l'École française d'Athènes, celui-ci viendra plus tard l'assister sur le chantier du Srah Srang à Angkor. En 1957, il accomplit une mission en Inde du Sud pour étudier l'art pallava, avant de se rendre en 1958 au Royaume Champa.
Parallèlement, il publie deux ouvrages sur Angkor respectivement en 1956 et en 1957, puis par la suite, il complètera par des monographies sur les civilisations indochinoises en 1961 et 1966.

### Conservation d'Angkor avec l'EFEO
En 1958, Bernard-Philippe Groslier est nommé chargé de recherche au CNRS, puis il est détaché auprès de l'EFEO Ecole Française d'Extrême Orient qui l'envoie au Cambodge pour prendre en charge des travaux de restauration à Angkor. Il s'installe alors à Siem Reap tout comme Henri Marchal le conservateur précèdent de Angkor pour conduire des prospections dans la région de Roluos à Banteay Mean Chey au Nord Ouest du Cambodge.
En 1959, il devient directeur des recherches archéologiques de l'École française d'extrême Orient (EFEO).
Pendant quinze ans entre 1960 à 1975, Bernard-Philippe Groslier est surtout conservateur des Monuments d'Angkor. Il succède ainsi à Henri Marchal, qui a quitté cette fonction depuis 1953, en continuant ses travaux et dirigeant un vaste chantier autour d'Angkor où travaillent plusieurs centaines de personnes. Il entreprend ainsi toute une série de relevés, de fouilles et de travaux de restauration, jetant les fondements d'un projet grandiose tel que le remontage des grands ensembles monumentaux : galerie du Barattage de la mer de lait et chaussée ouest d'Angkor Vat (1960-1970), chaussée sud d'Angkor Thom (1960-1968), Prasat Kravan (1961-1966), Terrasses royales (1968-1971), Baphuon (1960-1971).
Les terrasse royales comprennent la Terrasse des Eléphants au Sud et la Terrasse du Roi Lépreux au Nord, bordent l'Ouest de l'esplanade royale, les Khleangs et les douze tours des Prasat Suor Prat, dites tours des danseuses de cordes la contiennent à l'Est, alors qu'au Sud s'élèvent les tours du Bayon.
Dans le même temps, Bernard-Philippe Groslier s'engage dans une approche plus globale du monde khmer (étude du Preah Khan de Kompong Svay, fouilles de Srah Srang et de Mimot, Thommamon).
De 1970 à 1975, Bernard-Philippe Groslier poursuit la reconstruction sous le tir des roquettes et bombe au napalm pendant la guerre civile qui embrasait le Cambodge jusqu'à une tentative d'assassinat sur sa personne.

### Retour en France
En 1976, BP Groslier devient directeur du Centre de recherches archéologiques et historiques anciennes et médievales (CRA) du CNRS à Valbonne.
Bernard-Philippe Groslier meurt le 26 mai 1986 à Paris, à l'âge de soixante ans. Il s'inscrit dans la lignée de pionniers de la conservation d'Angkor qu'on peut qualifier d'actes d'héroïsme réalisés par ces passionnés; depuis le Henri Mouhot "le découvreur d'Angkor", le premier Conservateur Jean Commaille, puis le deuxième Henri Marchal à trois reprises de 1916 à 1935, retour en 1935 puis de 1946 à 1957.
On peut aussi citer parmi ces pionniers de la restauration d'Angkor ; Louis Finot le 1er directeur de l'EFEO, Henri Parmentier le Chef de l'archéologie de l'EFEO, Georges Trouve éphémère conservateur d'Angkor en 1935, Maurice Glaize conservateur d'Angkor de 1936 à 1946.
L'assistant de Bernard-Philippe Groslier, Jacques Dumarçay pourtant rentré en France en 1987, et ayant pris sa retraite en 1991, accepte d'assumer des missions de conservation à Angkor sur demande du directeur de l'EFEO de l'époque: Léon Vandermeersch. Dumarçay accompagne Christophe Pottier et Pascal Royère sur un certain nombre des projets mais, en 1992 avec le projet gigantesque de restauration du Baphûon qui a besoin d'être remonté et reconsolidé.

## Publications
Il est l'auteur d'ouvrages scientifiques sur le Cambodge ancien :
- Angkor et le Cambodge au XVIe siècle d'après les sources portugaises et espagnoles, P.U.F (Paris), 1958.
- Indochine, Arts du Monde, Albin-Michel, 1961.
- Angkor:hommes et pierres, Paris, Éditions Arthaud, Collection Art et archéologie, 1968.
- Histoire de l'Art avec Albert Chatelet - Larousse In extenso  (ISBN 978-2037500258).
- Indochine, Genève, Paris, Munich 1966, Éditions Nagel.
- Milieu et Évolution en Asie, en Marge du Quartier Chinois de Paris, Histoire et Ethnologie en Indochine (French) Hardcover  – 1952 by Bernard Philippe & Charles Archainbault Groslier (Author) ASIN: B00KMWVZ4G.